# Fjågesund kirke
Fjågesund kirke är en träkyrka som ligger i Fjågesund i Kviteseids kommun i Telemark fylke i Norge. 500 meter sydost om kyrkan finns en kyrkogård som är invigd 1901.

## Kyrkobyggnaden
1912 fattades beslut att bygga ett kapell på platsen och detta uppfördes 1915 efter ritningar av arkitekt Haldor Larsen Børve. 19 juni 1916 invigdes kapellet av biskop Bernt Støylen, dagen efter att samme biskop hade invigt Kviteseid kirke. 1997 slogs socknarna Fjogesund och Kilen ihop och kapellet fick status som kyrka.
Kyrkan har en stomme av trä och består av långhus med ett smalare kor i väster och smalare vapenhus i öster. Mitt på långhusets tak finns en takryttare med tornspira i vilken en kyrkklocka hänger. I kyrkorummet finns 108 sittplatser.

## Inventarier
- Dopfunten av marmor är samtida med kyrkan.
- Predikstolen är tillverkad 1916 av Halvor Østenå.
- Orgeln är tillverkad 1916 av J.H. Jørgensen och har fått ett nytt orgelverk 1996.
- Altartavlan är en mosaik av glas.